# Swim Cup Eindhoven 2011
De Swim Cup Eindhoven 2011 was een internationale zwemwedstrijd die werd gehouden van 7 tot en met 10 april 2011 in het Pieter van den Hoogenband Zwemstadion in Eindhoven. De wedstrijden vonden plaats in een 50 meterbad. Bij deze wedstrijd met de EK zwemmen 2010 en de Amsterdam Swim Cup 2011 moesten de Nederlandse zwemmers zich kwalificeren voor de wereldkampioenschappen zwemmen 2011 in Shanghai.

## Wedstrijdschema
| Donderdag 07/04 | Vrijdag 08/04 | Zaterdag 09/04 | Zondag 10/04 |
| --- | --- | --- | --- |
| Series - vanaf 9:30 uur | | | |
| 50m school vrouwen 50m school mannen 400m vrij vrouwen 400m vrij mannen 200m wissel vrouwen 200m wissel mannen 50m vlinder vrouwen 50m vlinder mannen | 100m rug mannen 100m rug vrouwen 200m school mannen 200m school vrouwen 100m vrij mannen 100m vrij vrouwen 800m vrij mannen 800m vrij vrouwen | 200m vrij vrouwen 200m vrij mannen 400m wissel vrouwen 400m wissel mannen 50m rug vrouwen 50m rug mannen 100m vlinder vrouwen 100m vlinder mannen | 200m rug mannen 200m rug vrouwen 100m school mannen 100m school vrouwen 50m vrij mannen 50m vrij vrouwen 200m vlinder mannen 200m vlinder vrouwen 1500m vrij mannen 1500m vrij vrouwen |
| Finales - vanaf 17:00 uur | Finales - vanaf 17:00 uur | Finales - vanaf 17:00 uur | vanaf 16:00 uur |
| 50m school vrouwen 50m school mannen 400m vrij vrouwen 400m vrij mannen 200m wissel vrouwen 200m wissel mannen 50m vlinder vrouwen 50m vlinder mannen | 800m vrij vrouwen 100m rug mannen 100m rug vrouwen 200m school mannen 200m school vrouwen 100m vrij mannen 100m vrij vrouwen                  | 200m vrij vrouwen 200m vrij mannen 400m wissel vrouwen 400m wissel mannen 50m rug vrouwen 50m rug mannen 100m vlinder vrouwen 100m vlinder mannen | 1500m vrij mannen 200m rug mannen 200m rug vrouwen 100m school mannen 100m school vrouwen 50m vrij mannen 50m vrij vrouwen 200m vlinder mannen 200m vlinder vrouwen                    |

## WK-kwalificatie
De technisch directeur van de KNZB, Jacco Verhaeren, stelde onderstaande limieten vast voor deelname aan de wereldkampioenschappen 2011 in Shanghai, China. Zeven zwemmers ontvingen op basis van hun prestaties op de Europese kampioenschappen 2010 een nominatie. Voor estafettes geldt dat de technisch directeur van de KNZB zal beoordelen of een ploeg voldoende niveau heeft voor deelname. Na de Amsterdam Swim Cup hebben acht zwemmers een definitieve kwalificatie afgedwongen.

### Limieten

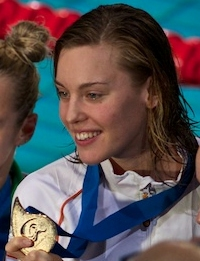
Femke Heemskerk kwalificeerde zich tijdens de Amsterdam Swim Cup voor de WK in Shanghai.

| Discipline       | Mannen   | Mannen   | Vrouwen  | Vrouwen  |
| Discipline       | A-limiet | B-limiet | A-limiet | B-limiet |
| ---------------- | -------- | -------- | -------- | -------- |
| 50m vrije slag   | 22,11    | 22,33    | 25,27    | 25,52    |
| 100m vrije slag  | 48,82    | 49,31    | 54,57    | 55,12    |
| 200m vrije slag  | 1.47,82  | 1.48,90  | 1.58,33  | 1.59,51  |
| 400m vrije slag  | 3.48,92  | 3.51,21  | 4.09,35  | 4.11,84  |
| 800m vrije slag  | 7.57,52  | 8.02,30  | 8.33,84  | 8.38,98  |
| 1500m vrije slag | 15.09,11 | 15.18,20 | 16.27,97 | 16.37,85 |
| 50m rugslag      | 25,02    | 25,27    | 28,04    | 28,32    |
| 100m rugslag     | 54,40    | 54,94    | 1.00,82  | 1.01,43  |
| 200m rugslag     | 1.58,48  | 1.59,66  | 2.10,84  | 2.12,15  |
| 50m schoolslag   | 27,50    | 27,77    | 31,21    | 31,52    |
| 100m schoolslag  | 1.00,79  | 1.01,40  | 1.08,49  | 1.09,17  |
| 200m schoolslag  | 2.11,74  | 2.13,06  | 2.26,89  | 2.28,36  |
| 50m vlinderslag  | 23,46    | 23,69    | 26,25    | 26,51    |
| 100m vlinderslag | 52,36    | 52,88    | 58,70    | 59,29    |
| 200m vlinderslag | 1.56,86  | 1.58,03  | 2.08,95  | 2.10,24  |
| 200m wisselslag  | 2.00,17  | 2.01,37  | 2.13,36  | 2.14,69  |
| 400m wisselslag  | 4.16,46  | 4.19,02  | 4.41,75  | 4.44,57  |

### Gekwalificeerden
Tijdens de Europese kampioenschappen in Boedapest en de Amsterdam Swim Cup heeft een aantal zwemmers en zwemsters reeds voldaan aan de kwalificatie-eis (A-limiet), Robin van Aggele en Lennart Stekelenburg op de 50 meter schoolslag en Joeri Verlinden op de 100 meter vlinderslag moeten nog vormbehoud tonen (B-limiet) om zich te kwalificeren voor de wereldkampioenschappen mits zij bij de snelste twee zwemmers van Nederland blijven.

#### Mannen
| Zwemmer               | Afstand(en)       |
| --------------------- | ----------------- |
| Nick Driebergen       | 100m en 200m rug  |
| Lennart Stekelenburg  | 100m school       |
| Sebastiaan Verschuren | 100m en 200m vrij |

#### Vrouwen
| Zwemster            | Afstand(en)                   |
| ------------------- | ----------------------------- |
| Inge Dekker         | 50m vrij, 50m en 100m vlinder |
| Ranomi Kromowidjojo | 50m en 100m vrij              |
| Femke Heemskerk     | 100m en 200m vrij, 100m rug   |
| Hinkelien Schreuder | 50m vrij                      |
| Marleen Veldhuis    | 50m vrij                      |

### Behaalde limieten tijdens Swim Cup
| Datum         | Zwemmer               | Afstand              | Tijd     |
| ------------- | --------------------- | -------------------- | -------- |
| 8 april 2011  | Job Kienhuis          | 800m vrije slag (m)  | 7.51,92  |
| 8 april 2011  | Bastiaan Lijesen      | 100m rugslag (m)     | 54,31    |
| 8 april 2011  | Lennart Stekelenburg  | 200m schoolslag (m)  | 2.11,35  |
| 10 april 2011 | Job Kienhuis          | 1500m vrije slag (m) | 15.06,10 |
|               |                       |                      |          |
| 7 april 2011  | Ranomi Kromowidjojo   | 50m vlinderslag (v)  | 25,74    |
| 7 april 2011  | Marleen Veldhuis      | 50m vlinderslag (v)  | 26,01    |
| 7 april 2011  | Hinkelien Schreuder   | 50m vlinderslag (v)  | 26,14    |
| 10 april 2011 | Sharon van Rouwendaal | 200m rugslag (v)     | 2.10,84  |
| 10 april 2011 | Moniek Nijhuis        | 100m schoolslag (v)  | 1.08,03  |

### Vormbehoud getoond tijdens Swim Cup
| Datum        | Zwemmer              | Afstand              | Tijd  |
| ------------ | -------------------- | -------------------- | ----- |
| 7 april 2011 | Lennart Stekelenburg | 50m schoolslag (m)   | 27,70 |
| 9 april 2011 | Joeri Verlinden      | 100m vlinderslag (m) | 51,85 |

## Nederlandse records
| Datum         | Onderdeel            | Nieuwe recordhouder  | Tijd     | Oude recordhouder    | Tijd     | Datum            |
| ------------- | -------------------- | -------------------- | -------- | -------------------- | -------- | ---------------- |
| 8 april 2011  | 800m vrije slag (m)  | Job Kienhuis         | 7.51,92  | Job Kienhuis         | 7.55,12  | 30 juli 2009     |
| 8 april 2011  | 200m schoolslag (m)  | Lennart Stekelenburg | 2.11,35  | Thijs van Valkengoed | 2.11,79  | 30 juli 2009     |
| 9 april 2011  | 50m rugslag (m)      | Bastiaan Lijesen     | 25,04    | Nick Driebergen      | 25,08    | 1 augustus 2009  |
| 10 april 2011 | 1500m vrije slag (m) | Job Kienhuis         | 15.06,10 | Job Kienhuis         | 15.08,77 | 27 november 2009 |
|               |                      |                      |          |                      |          |                  |
| 9 april 2011  | 400m wisselslag (v)  | Lieke Verouden       | 4.46,60  | Lieke Verouden       | 4.47,47  | 12 maart 2011    |

## Medailles

### Legenda
- WR = Wereldrecord
- ER = Europees record
- NR = Nederlands record
- (Q) = Voldaan aan de WK-richttijd (A-limiet)
- (V) = Vormbehoud getoond (B-limiet)

### Mannen
| Onderdeel   | Goud                            | Goud             | Zilver                             | Zilver    | Brons                          | Brons    |
| ----------- | ------------------------------- | ---------------- | ---------------------------------- | --------- | ------------------------------ | -------- |
| Vrije slag  |                                 |                  |                                    |           |                                |          |
| 50 m        | Stefan Nystrand Zweden          | 22,01            | Sergej Fesikov Rusland             | 22,35     | Petter Stymne Zweden           | 22,58    |
| 100 m       | Sebastiaan Verschuren Nederland | 49,04            | Sergej Fesikov Rusland             | 49,34     | Stefan Nystrand Zweden         | 49,35    |
| 200 m       | Dominik Meichtry Zwitserland    | 1.47,99          | Joost Reijns Nederland             | 1.48,24   | Bas van Velthoven Nederland    | 1.50,35  |
| 400 m       | Sebastiaan Verschuren Nederland | 3.48,95          | Dominik Meichtry Zwitserland       | 3.49,11   | Arjen van der Meulen Nederland | 3.53,53  |
| 800 m       | Job Kienhuis Nederland          | 7.51,92 (Q), NR  | Arjen van der Meulen Nederland     | 8.12,39   | Ferry Weertman Nederland       | 8.19,15  |
| 1500 m      | Job Kienhuis Nederland          | 15.06,10 (Q), NR | Tom Vangeneugden België            | 15.39,83  | Ferry Weertman Nederland       | 15.58,01 |
| Rugslag     |                                 |                  |                                    |           |                                |          |
| 50 m        | Bastiaan Lijesen Nederland      | 25,10            | Nick Driebergen Nederland          | 25,30     | Joey de Ruiter Nederland       | 26,42    |
| 100 m       | Nick Driebergen Nederland       | 54,21            | Bastiaan Lijesen Nederland         | 54,31 (Q) | Simon Sjödin Zweden            | 55,65    |
| 200 m       | Mattias Carlson Zweden          | 2.02,85          | Jean-François Schneiders Luxemburg | 2.04,56   | Jurjen Willemsen Nederland     | 2.04,66  |
| Schoolslag  |                                 |                  |                                    |           |                                |          |
| 50 m        | Lennart Stekelenburg Nederland  | 27,70 (V)        | Gavin van der Werf Nederland       | 28,88     | Laurent Carnol Luxemburg       | 29,00    |
| 100 m       | Lennart Stekelenburg Nederland  | 1.01,03          | Bram Dekker Nederland              | 1.03,35   | Gavin van der Werf Nederland   | 1.03,69  |
| 200 m       | Lennart Stekelenburg Nederland  | 2.11,35 (Q), NR  | Laurent Carnol Luxemburg           | 2.14,46   | Bram Dekker Nederland          | 2.17,86  |
| Vlinderslag |                                 |                  |                                    |           |                                |          |
| 50 m        | Jason Dunford Kenia             | 23,78            | Joeri Verlinden Nederland          | 23,81     | Milorad Čavić Servië           | 23,87    |
| 100 m       | Joeri Verlinden Nederland       | 51,85 (V)        | Milorad Čavić Servië               | 52,10     | Jason Dunford Kenia            | 52,32    |
| 200 m       | Joeri Verlinden Nederland       | 1.58,58          | Duarte Mourao Portugal             | 1.58,84   | Nuno Quintanilha Portugal      | 1.58,89  |
| Wisselslag  |                                 |                  |                                    |           |                                |          |
| 200 m       | Diogo Carvalho Portugal         | 2.00,38          | Simon Sjödin Zweden                | 2.00,71   | Bram Dekker Nederland          | 2.03,97  |
| 400 m       | Diogo Carvalho Portugal         | 4.19,59          | Pedro Miguel Pinotes Portugal      | 4.23,60   | Sébas van Lith Nederland       | 4.39,60  |

### Vrouwen
| Onderdeel   | Goud                             | Goud        | Zilver                           | Zilver     | Brons                         | Brons     |
| ----------- | -------------------------------- | ----------- | -------------------------------- | ---------- | ----------------------------- | --------- |
| Vrije slag  |                                  |             |                                  |            |                               |           |
| 50 m        | Ranomi Kromowidjojo Nederland    | 24,35       | Marleen Veldhuis Nederland       | 24,54      | Hinkelien Schreuder Nederland | 24,88     |
| 100 m       | Ranomi Kromowidjojo Nederland    | 54,12       | Sarah Sjöström Zweden            | 54,41      | Ida Marko-Varga Zweden        | 54,63     |
| 200 m       | Sarah Sjöström Zweden            | 1.57,12     | Hannah Miley Verenigd Koninkrijk | 1.59,61    | Ida Marko-Varga Zweden        | 1.59,86   |
| 400 m       | Judith Stap Nederland            | 4.20,72     | Julie Cnockaert België           | 4.24,53    | Pauline van Dam Nederland     | 4.26,64   |
| 800 m       | Hannah Miley Verenigd Koninkrijk | 8.36,41     | Esmee Vermeulen Nederland        | 8.54,06    | Judith Stap Nederland         | 8.55,16   |
| 1500 m      | Sycerika McMahon Ierland         | 17.04,70    | Judith Stap Nederland            | 17.08,44   | Leonie van Noort Nederland    | 17.36,79  |
| Rugslag     |                                  |             |                                  |            |                               |           |
| 50 m        | Hinkelien Schreuder Nederland    | 28,59       | Maaike de Waard Nederland        | 29,48      | Emma Svensson Zweden          | 29,60     |
| 100 m       | Sharon van Rouwendaal Nederland  | 1.01,36     | Wendy van der Zanden Nederland   | 1.02,49    | Evy Witlox Nederland          | 1.03,32   |
| 200 m       | Sharon van Rouwendaal Nederland  | 2.10,84 (Q) | Wendy van der Zanden Nederland   | 2.14,10    | Annemarie Worst Nederland     | 2.16,77   |
| Schoolslag  |                                  |             |                                  |            |                               |           |
| 50 m        | Jennie Johansson Zweden          | 30,98       | Moniek Nijhuis Nederland         | 31,50      | Tessa Brouwer Nederland       | 32,06     |
| 100 m       | Moniek Nijhuis Nederland         | 1.08,03 (Q) | Jennie Johansson Zweden          | 1.08,48    | Tessa Brouwer Nederland       | 1.09,70   |
| 200 m       | Tanja Šmid Slovenië              | 2.29,89     | Tessa Brouwer Nederland          | 2.30,74    | Jennie Johansson Zweden       | 2.30,87   |
| Vlinderslag |                                  |             |                                  |            |                               |           |
| 50 m        | Ranomi Kromowidjojo Nederland    | 25,74 (Q)   | Sarah Sjöström Zweden            | 25,93      | Marleen Veldhuis Nederland    | 26,01 (Q) |
| 100 m       | Sarah Sjöström Zweden            | 57,32       | Sara Oliveira Portugal           | 59,19      | Emilia Pikkarainen Finland    | 1.00,13   |
| 200 m       | Ida Marko-Varga Zweden           | 2.09,63     | Sara Oliveira Portugal           | 2.12,17    | Emilia Pikkarainen Finland    | 2.13,87   |
| Wisselslag  |                                  |             |                                  |            |                               |           |
| 200 m       | Lieke Verouden Nederland         | 2.16,00     | Tanja Šmid Slovenië              | 2.16,40    | Sara Thyden Zweden            | 2.16,70   |
| 400 m       | Hannah Miley Verenigd Koninkrijk | 4.41,24     | Lieke Verouden Nederland         | 4.46,60 NR | Sycerika McMahon Ierland      | 4.49,87   |